# Aréna Marcel-Bédard
L'aréna Marcel-Bédard est un équipement sportif inauguré en 1973, qui a accueilli pendant quelques années les Harfangs de Beauport, une équipe de la Ligue de hockey junior majeur du Québec (LHJMQ). Il est réputé pour avoir été l'un des plus petits arénas de la ligue à l'époque. Il loge maintenant les bureaux administratifs et est occupé principalement par le Club de patinage artistique Beauport Charlesbourg.

## Histoire
L'aréna Marcel-Bédard a été parmi les plus petits à accueillir du hockey junior majeur, avec seulement 2 000 places et une infrastructure sous les standards de la Ligue de hockey junior majeur du Québec (LHJMQ). Elle accueille alors l'équipe des Harfangs de Beauport.
L'aréna ne dispose pas de tableau indicateur central. Les fans et les joueurs de la LHJMQ le nommait familièrement « le p'tit cabane ».
En 1997 le club a déménagé vers Québec et est devenu la deuxième incarnation des Remparts de Québec.
Actuellement[Quand ?], l'aréna sert pour le hockey mineur, et il n'existe aucune trace du passage de la LHJMQ dans les années 1990.
Il a été nommé en l'honneur de l'ancien maire de la ville de Beauport, Marcel Bédard, entre 1970 et 1980. M. Bédard a également été député de Montmorency de 1973 à 1976. 